# Hessenthal

Hessenthal

Hessenthal ist ein Gemeindeteil der Gemeinde Mespelbrunn im unterfränkischen Landkreis Aschaffenburg in Bayern. Hessenthal war ein Marien-Wallfahrtsort; Zentrum und Hauptsehenswürdigkeit ist seine dreiteilige Wallfahrtskirche, Grablege der Familie Echter von Mespelbrunn, mit einer als Frühwerk Tilman Riemenschneiders identifizierten Beweinung Christi und einer in die Renaissance weisenden Kreuzigungsgruppe als Alterswerk von Hans Backoffen.

## Geographie
Das Pfarrdorf Hessenthal liegt am Westufer der Elsava gegenüber dem für die Gemeinde namensgebenden Gemeindeteil Mespelbrunn am Fuße bewaldeter Berge bis zu 400 m (Kalten-Berg, Buschhöhe, Bildkopf, Fleckensteinhöhe, Hohe Wart) im Naturpark Spessart. Durch Hessenthal führt der Fränkische Marienweg.
An die Hessenthaler Gemarkung grenzen die Gemarkungen der Bessenbacher Gemeindeteile Oberbessenbach und Keilberg, das gemeindefreie Gebiet Waldaschaffer Forst, die Gemarkung Mespelbrunn und das gemeindefreie Gebiet Hohe Wart.

### Nachbargemarkungen
Folgende Gemarkungen grenzen an das Ortsgebiet von Hessenthal:
| Keilberg und Oberbessenbach       |                                             | Waldaschaffer Forst (gemeindefreies Gebiet) |
|                                   | Kompassrose, die auf Nachbargemeinden zeigt | Mespelbrunn (gemeindefreies Gebiet)         |
| Hohe Wart (gemeindefreies Gebiet) |                                             | Mespelbrunn                                 |

## Geschichte
Das obere und mittlere Elsava-Tal tritt erstmals Mitte des 13. Jahrhunderts in Erscheinung, als die Grafen von Rieneck (zu Lehen von Kurmainz) sich – gegen den Willen ihrer Lehnsherren – einen selbstständigen Herrschaftsbereich in dieser Gegend aufbauten. Dies geschah durch systematische Ansiedlung von Bauern; die historischen Streifenfluren sind noch deutlich erkennbar.
Die Namensetymologie des Ortes hat nichts mit Hessen zu tun, sondern das in einer Urkunde des Mainzer Erzbischofs Gerhard II. von Eppstein von 1293 erwähnte Hesilndal leitet sich von Haselnüssen ab. Am sog. Spatzenbild aus dem Jahr 1745 (Standort Hohen Wart) findet sich die Schreibweise HESLEN DAHL. Die Gründungslegende besagt, dass ein Ritter einen Köhler von jeglichem Wunderglauben abbringen wollte und, um seinen Worten Nachdruck zu verleihen, sein Schwert selbstbewusst in eine Hasel schlug. Da färbte sich das Schwert blutig. Der entsetzte Ritter und sein Knappe fanden unter dem Busch eine kleine Marienstatue, für die sie ehrfürchtig im Tal eine Kapelle bauen ließen. Das Bild verschwand aber auf unerklärliche Weise Nacht für Nacht zurück an den Fundort auf dem Berg. Erst als die lokale Bevölkerung gelobte, die Figur alljährlich am Pfingstmontag in einer Prozession auf den Berg zu tragen, blieb das Bild an Ort und Stelle.
So wird die Keimzelle der Hessenthaler Marienwallfahrt erzählt, die sich im Laufe der Zeit bedeutsam entwickelte. Eine kleine Ansiedlung muss es im Zeitraum der Gründungslegende also schon gegeben haben. Am legendären Fundort auf dem Berg gibt es heute eine weitere Kapelle mit einer hölzernen Pietà (sogenannte Herrenbildkapelle).
Hessenthal blieb im Alten Reich  bis zum Reichsdeputationshauptschluss 1803 bei Kurmainz. Danach gehörte es zum Fürstentum Aschaffenburg und ab 1810 zum Großherzogtum Frankfurt, wo es als Mairie mit 42 Feuerstellen und 247 Einwohnern auf dem Gebiet der Districtsmairie Rothenbuch des Departements Aschaffenburg lag. 1812 war Conrad Spatz der Maire. Seine Adjunkte hießen Georg Störmer und Valentin Straub und Schullehrer war Heinrich Rothaug. 1814 kam Hessenthal an die Krone Bayern, wo es zum Landgericht älterer Ordnung Rothenbuch gehörte.
Die Wallfahrtskirche wurde nach der Säkularisation zur einfachen Pfarrkirche (zunächst Kaplanei zu Oberbessenbach, seit 1969 Sitz der neu gegründeten Pfarrei Hessenthal-Mespelbrunn).
Am 1. Juli 1862 wurde aus den Landgerichten älterer Ordnung Rothenbuch und Aschaffenburg das Bezirksamt Aschaffenburg gebildet, auf dessen Verwaltungsgebiet Hessenthal lag. 1939 wurde wie überall im Deutschen Reich die Bezeichnung Landkreis eingeführt. Hessenthal war nun eine der 33 Gemeinden im Altkreis Aschaffenburg. Dieser schloss sich am 1. Juli 1972 mit dem Landkreis Alzenau in Unterfranken zum neuen Landkreis Aschaffenburg zusammen.
Im Zuge der Gebietsreform in Bayern schlossen sich am 1. Juli 1972 die vormals selbständigen Gemeinden Mespelbrunn und Hessenthal zu einer einzigen zusammen, deren administrativer Sitz im Rahmen der Verwaltungsgemeinschaft Mespelbrunn nach Heimbuchenthal verlegt wurde.

## Ortsbild und Infrastruktur
Hessenthal liegt im Kreuzungspunkt zweier Hauptverkehrsstraßen durch den Spessart,
- zum einen der südlich der Bundesautobahn 3 verlaufenden Staatsstraße 2312 (ehem. Bundesstraße 8) im Abschnitt zwischen Aschaffenburg und der Anschlussstelle Weibersbrunn (Würzburger Straße / Weibersbrunner Straße) und
- zum anderen der nach Süden führenden Nebenstrecke St 2308 durch das Elsavatal (Hauptstraße), an der die Wallfahrtskirche liegt, die Schloss Mespelbrunn streift und Heimbuchenthal durchquert.

Nur wenige Straßenzüge mit Wohnbebauung flankieren diese Durchgangsrouten.
Hessenthal lebt vom Wallfahrtstourismus und der unmittelbaren Nähe zum Naturpark Spessart mit seinem reichen Wanderwegenetz und Schloss Mespelbrunn als weiterer kulturgeschichtlicher Hauptattraktion neben der Wallfahrtskirche. Es gibt mehrere Gasthöfe, Pensionen und Ferienwohnungen, Bäcker, Metzgerei, Physiotherapiepraxis und Kindergarten. Die nächsten Bildungsstätten (Grund- und Hauptschule), Versorgungs- und Verwaltungseinrichtungen liegen allerdings in Mespelbrunn und Heimbuchenthal. Dort konzentrieren sich auch die Einkaufsmöglichkeiten.
Durch Hessenthal verläuft der acht Kilometer lange Europäische Kulturweg „Mespelbrunn-Hessenthal“ des Archäologischen Spessartprojekts. Dieser Rundwander- und Fahrradweg berührt die folgenden fünf Stationen mit Erklärungstafeln:
- Startpunkt im Ort an der Elsava;
- Wallfahrtskirche
- Herrenbildkapelle
- mittelalterliche Streifenfluren entlang der Elsava, angelegt unter den Grafen von Rieneck (Wagners Tor),
- Trockenmauern im Langen Grund, angelegt für den Ackerbau in schwieriger Steillage.

Station 6 ist abseits des Rundwegs Schloss Mespelbrunn.

## Vereine
- Musikverein Hessenthal e. V.
- Freiwillige Feuerwehr
- Fußballverein FSV Hessenthal
- Anglergemeinschaft Hessenthal e. V.
- Gesangverein „Spessartlust“

## Persönlichkeiten

### Söhne und Töchter des Ortes
- Jakob Brand (1776–1833), erster Bischof der Diözese Limburg
- Gustav Ruhland (1860–1914), Nationalökonom und Agrarpolitiker
- Wilhelm Albert (1898–1960), deutscher SS-Führer